# Brojova (Plzeň)
Brojova je ulice v Plzni na Slovanech. Spojuje ulice Francouzská, Koterovská a Sladová.
Dříve se ulice jmenovala Mládežníků. V roce 1991 byla přejmenována, dnes je pojmenována po Stanislavu Brojovi.
Nachází se zde 20. základní škola. Je po ní pojmenována zastávka tramvaje v Koterovské ulici.